# 宋懋晋

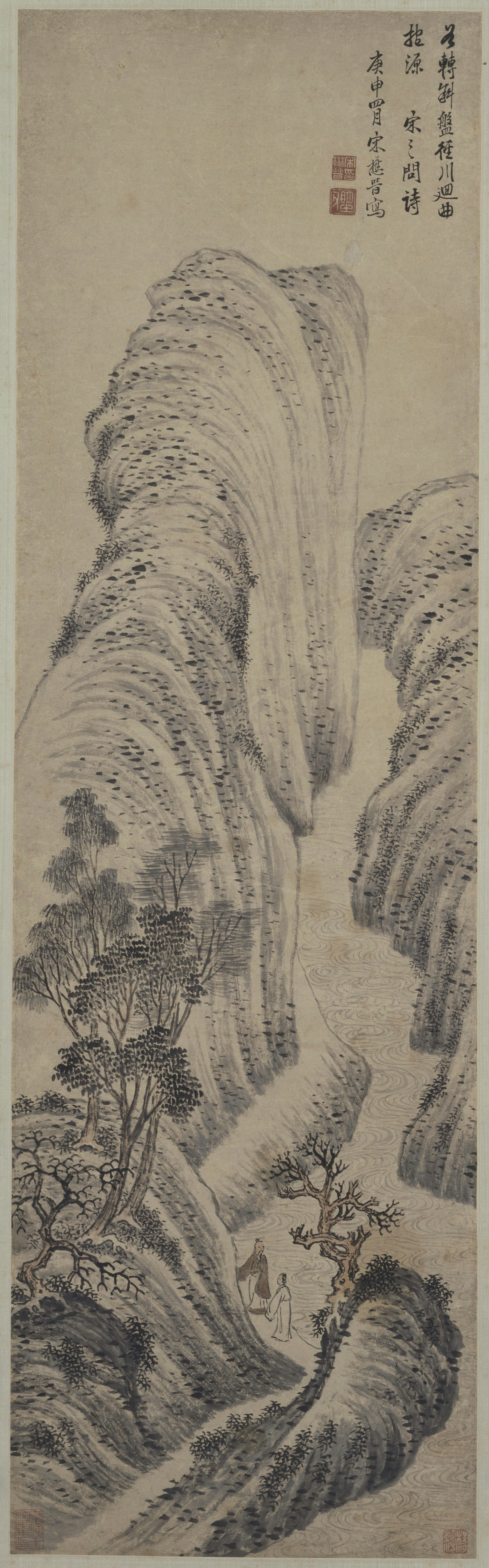
宋懋晋绘《宋之问诗意图》（北京故宮博物院藏）

宋懋晉（？—？），字明之，直隸松江府華亭縣人，明朝萬曆年間的風景畫畫家，為松江派代表人物之一。宋懋澄之兄。
宋懋晉是宋太祖七世孫趙子茂之後，南宋滅亡後以國號為姓。師從崇德畫家宋旭，存世作品有《谷轉川回圖》、《遊干將山圖》、《仿王蒙匡山讀書圖》、《漁村帆影圖》、《松下聽泉圖》、《寫杜甫詩意圖冊》。